# Бабич Борис Карлович
Борис Карлович Бабич (1903, Катеринівка — 1966, Київ) — радянський ортопед, травматолог, професор (1946).

## Біографія
Народився у 1903 році в селі Катеринівці Верхньодніпровського повіту Катеринославської губернії. У 1927 році закінчив Харківський медичний інститут. У 1941–1945 роках служив військовим лікарем. У 1947–1952 роках — головний ортопед-травматолог Міністерства охорони здоров'я УРСР; в 1960–1966 роках керівник клініки травматології Київського НДІ ортопедії. Вніс великий внесок в організацію ортопедо-травматологічної допомоги в Україні.

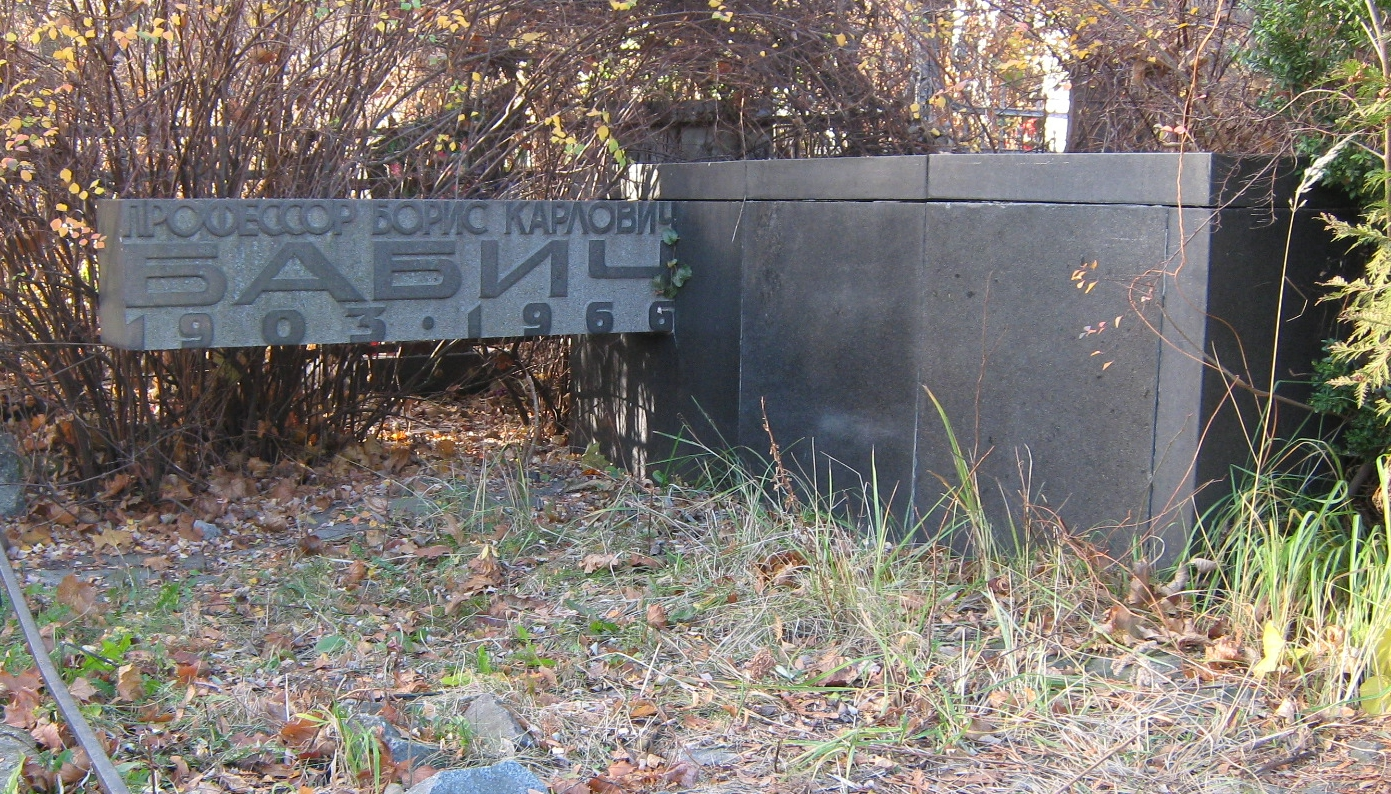
Могила Бориса Бабича

Помер у 1966 році. Похований на Байковому кладовищі (ділянка № 1).

## Наукова діяльність
Наукові роботи Бориса Бабича присвячені проблемам кістково-суглобового туберкульозу, вогнепального остеомієліту та інше. Твори:
- Про шпори п'яткової кістки, К., 1941 (докторська дисертація);
- Травматичні вивихи, К., 1951;
- Амбулаторне лікування переломів, К., 1952;
- Основи комплексної функціональної терапії при кістково-суглобовому туберкульозі, К., 1965;
- Травматичні вивихи і переломи, К., 1968.